# Kaštel Gomilica
Kaštel Gomilica – wieś w Chorwacji, w żupanii splicko-dalmatyńskiej, w mieście Kaštela. W 2011 roku liczyła 4881 mieszkańców.